# Cinéma d'Asie centrale
Le cinéma d'Asie centrale désigne l'industrie cinématographique, et par extension les films produits et réalisés dans les pays d'Asie centrale et/ou par les ressortissants de ces États.
Il regroupe donc les films produits au Kazakhstan, Kirghizistan, Ouzbékistan, Tadjikistan, Turkménistan, soit une très grande variété.